# Sultan Mahmud und sein Wezir

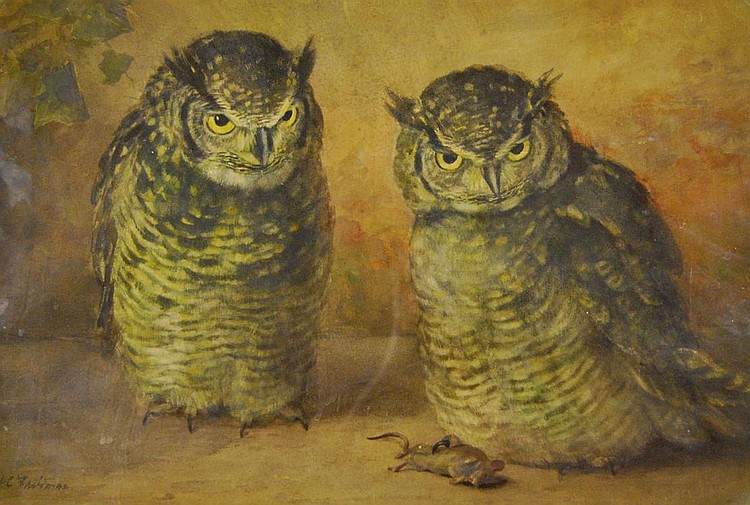
Die beiden Eulen, von deren Gespräch der Wesir erzählt. Bild von Frances C. Fairman (1836–1923), 1890.

Sultan Mahmud und sein Wezir ist eine Erzählung aus den Geschichten aus Tausendundeiner Nacht. In der Arabian Nights Encyclopedia wird sie als ANE 437 gelistet.
In der Anekdote gibt ein Wesir seinem Sultan einen guten Ratschlag.

## Handlung
Eines Tages kam ein Derwisch zu Chas-Anas, dem Wesir des persischen Sultan Mahmud und bat ihn um ein Gehalt beim Sultan. Der Wesir stimmte zu, allerdings unter der Bedingung, dass der Derwisch dem König erzählt, dass er den Wesir die Sprache der Vögel lehrt. Der Derwisch verstand diese Einladung zum Betrug und folgte der Bitte des Wesirs, wodurch er zehn Dinare am Tag erhielt.
Eines Tages ritten der Sultan und sein Wesir zur Jagd aus und der Sultan fragte seinen Wesir, was er den schon von der Sprache der Vögel gelernt habe. Daraufhin erklärte der Wesir, er habe ein Gespräch zweier Eulen vernommen. Als der Sultan verlangte zu erfahren, was die Eulen gesagt hatten, versuchte sich der Wesir herauszureden, doch der Sultan bestand darauf, dass der Wesir Wort für Wort das Gespräch wiedergab.
Daraufhin erklärte der Wesir, ein, dass die beiden Eulen einen Sohn und eine Tochter hatten, die sie miteinander verheiraten wollten, woraufhin die eine Eule zur Bedingung machte, dass fünfhundert verwüstete Dörfer als Mitgift überantwortet wurden. Daraufhin fragte der Vater der Tochter, warum er nicht eintausend verlangt habe, denn solange Sultan Mahmud der König von Persien sei, werde es daran nicht fehlen.
Der König begriff was ihm der Wesir mit dem Gleichnis sagen wollte, nahm es sich zu Herzen und ließ die zerstörten Dörfer wiederaufbauen, wodurch er die Liebe seines Volkes gewann.

## Hintergrund
Die Anekdote ist ohne die einleitende Passage in der arabischen Literatur seit einer Erwähnung in Murudsch al-dhahab seit al-Mas'udi (gest. 956) bekannt. Eng verwandte Versionen finden sich im al-Mustatraf von al-Ibschihi (15. Jahrhundert) und in I'lam al-Nas (Nr. 437) von al-Itlidi (17. Jahrhundert). Während die Handlung selten wechselt, werden verschiedene Protagonisten erwähnt, etwa der irakische Gouverneur al-Haddschādsch ibn Yūsuf (reg. 694–714) und die Kalifen Abd al-Malik ibn Marwan (reg. 685–705) und al-Ma'mun (reg. 813–833). Was die Moral betrifft, wird die Erzählung Anuschirvan erforscht den Zustand seines Landes (ANE 162) gegenübergestellt.

## Ausgaben
- Max Habicht: Tausend und eine Nacht – Arabische Erzählungen, F.W. Hendel Verlag, Leipzig 1926, 12 Bände, Band 1, S. 114–115.